# イギリス国鉄156形気動車
156形（Class 156）は、1987年に登場したイギリス国鉄の地方線区向け気動車である。153形、155形とともにスーパースプリンター（Super Splinter）のシリーズを構成する。

## 概要
片開き2扉で全長23m級の車体を有する、スプリンターシリーズの中距離用気動車である。1987年から1989年にかけてメトロキャメルにより2両編成114本が製造された。前面は貫通型で、150形のスタイルに準じている。
機関はカミンズの6気筒ディーゼルエンジンであるNT855-R5を搭載する。性能は150形と同様で機関出力は285馬力、最高速度は121km/h（75mph）である。

## 運用
スコットランド、イングランド北部、東部の広い範囲に投入されている。民営化後の2017年現在は以下の運行会社で使用されている。
- アベリオ・スコットレール
- グレーター・アングリア（英語版）[4]
- イースト・ミッドランズ・トレインズ（英語版）[5]
- ノーザン（英語版）